# Lúsera
Lúsera (en aragonés Lusera) es un despoblado y antiguo municipio España, en la provincia de Huesca, Aragón. Pertenece al actual municipio de Nueno, en la comarca de la Hoya de Huesca.

## Historia
El origen del actual poblado se supone que corresponde al siglo XIII, aunque cuenta con un pozo-fuente que se especula de origen romano o árabe. El pueblo se levanta sobre un promontorio de arenisca que tendría función de defensa. En el lugar se asentó una iglesia románica de la que solo quedan restos.
La arquitectura corresponde a la tradicional de la montaña altoragonesa, con casas de muros de mampostería, tejados de losa y chimeneas troncocónicas.
Julián Aydillo atribuye a Madoz la etimología del nombre como «molino frío» en lengua prerromana.
En el censo de 1842 la población del lugar constaba de 14 hogares y 87 almas. En 1845 el municipio de Lúsera desaparece incorporándose al municipio de Nocito. En la década de los años 1940 solo quedaban cuatro familias y el maestro, de las 10 casas que conforman el núcleo, debido a la guerra civil y la crisis posterior. La última familia abandonó el pueblo en el 17 de enero de 1968, teniendo especial impacto la construcción del embalse de Santa María de Belsué, motivo por el cual se expropiaron terrenos de cultivo.
A mediados de los años 2000 una conocida marca de bollería española organizó un festival lúdico durante dos ediciones consecutivas. Hoy día sólo es lugar de paso de eventos deportivos y de naturaleza, como rutas senderistas, ya que discurre por su entorno el GR-1, o carreras de montaña o trail running.
Casi cuarenta años después de su despoblación total, gracias a la reversión de las tierras a sus vecinos, se encuentra actualmente en proceso de parcial rehabilitación.

## Demografía

### Localidad
Datos demográficos de la localidad de Lúsera desde 1900:
| 68                    | 59 | 55 | 33 | 24 | 30 | 23 | -- | -- | -- |
| (Fuente: IAEST e INE) |    |    |    |    |    |    |    |    |    |

- No figura en el Nomenclátor desde el año 1970.
- Datos referidos a la población de derecho.

### Antiguo municipio
Datos demográficos del municipio de Lúsera desde como entidad independiente:
| 87            | -- | -- | -- | -- | -- | -- | -- | -- | -- | -- |
| (Fuente: INE) |    |    |    |    |    |    |    |    |    |    |

- Entre el censo de 1857 y el anterior, este municipio desaparece porque se integra en el municipio de Nocito.
- Datos referidos a la población de derecho, excepto en los censos de 1857 y 1860 que se refiere a la población de hecho.

## Monumentos
- Iglesia de San Miguel, de estilo barroco popular, data del siglo XVIII. Se levanta sobre los restos de la antigua iglesia románica.

- Crucero de la iglesia de San Miguel, del que sólo queda la piedra donde se encontraba el fuste, pero catalogado como Bien de Interés Cultural.[13]

- Pozo-fuente (arquitectura civil). Existen pocos ejemplos de este tipo de infraestructuras en la comarca.[14]